# 223 до н. е.

## Події
- Консулами Римської республіки були обрані Гай Фламіній та Публій Фурій Філ.
- Цар Спарти Клеомен III атакував місто Мегалополь. При обороні міста відзначився вдалими діями його уродженець молодий полководець Філопемен.
- Царство Чу повалене державою Цінь.

### Астрономічні явища
- 15 червня. Повне сонячне затемнення.[1]
- 9 грудня. Часткове сонячне затемнення.[1]

## Померли
- Греко-Бактрійський цар Діодот II